# Pygmodeon staurotum
Pygmodeon staurotum är en skalbaggsart som beskrevs av Martins 1970. Pygmodeon staurotum ingår i släktet Pygmodeon och familjen långhorningar.
Artens utbredningsområde är Venezuela. Inga underarter finns listade i Catalogue of Life.